# Fredy Toc
Fredy Toc, né le 19 septembre 1997, est un coureur cycliste guatémaltèque. Son grand frère Gerson est lui aussi coureur cycliste. 

## Biographie
En 2015, Fredy Toc devient champion du Guatemala sur route chez les juniors (moins de 19 ans). L'année suivante, il remporte une étape de la Vuelta de la Juventud Guatemala. Il se classe également troisième d'une étape sur le Tour du Guatemala, classé à l'UCI America Tour. 
En 2017, il est sacré champion du Guatemala du contre-la-montre en catégorie espoirs (moins de 23 ans). 

## Palmarès et résultats

### Palmarès par année
- 2015
  -  Champion du Guatemala sur route juniors
  - 2e du championnat du Guatemala du contre-la-montre juniors
- 2016
  - 1re étape de la Vuelta de la Juventud Guatemala
  - 4e étape de la Vuelta al Altiplano Marquense
- 2017
  -  Champion du Guatemala du contre-la-montre espoirs
- 2018
  - 3e étape de la Vuelta de la Juventud Guatemala
  - 3e de la Vuelta de la Juventud Guatemala
- 2019
  - 3e de la Vuelta de la Juventud Guatemala[1]
- 2021
  - 2e du championnat du Guatemala du contre-la-montre
- 2022
  - Vuelta Altiplano Marquense :
    - Classement général
    - 1reb (contre-la-montre), 2e, 3e et 4e étapes

  - 1re étape du Tour du Honduras (contre-la-montre par équipes)
  - 2e du championnat du Guatemala du contre-la-montre par équipes
  -  Médaillé de bronze du championnat d'Amérique Centrale sur route
  - 3e du Tour du Honduras
- 2023
  - 3e étape de la Vuelta Altiplano Marquense
  - 3e de la Vuelta Altiplano Marquense

### Classements mondiaux
| Année            | 2016 | 2017 | 2018 | 2019 | 2020 |
| ---------------- | ---- | ---- | ---- | ---- | ---- |
| UCI America Tour | 552e |      |      |      | 174e |